# کله‌کوب
کله‌کوب، روستایی از توابع بخش رودبارشهرستان شهرستان قزوین در استان قزوین ایران است.

## جمعیت
این روستا در دهستان دستجرد قرار دارد و براساس سرشماری مرکز آمار ایران در سال ۱۳۸۵، جمعیت آن ۳۹ نفر (۷خانوار) بوده‌است.